# Richard Fairey
Sir Charles Richard Fairey MBE (5. května 1887 – 30. září 1956) byl anglický konstruktér letadel a jedna z význačných osobností britského letectví.

## Kariéra v letectví
V roce 1913 byl vedoucím pracovníkem Blair Atholl Aeroplane Syndicate a potom v letech 1913–1915 pracoval jako šéfkonstruktér u firmy Short Brothers.
V roce 1915 založil Fairey Aviation Company a byl v ní předsedou správní rady a výkonným ředitelem. Tato firma je známá hlavně svými palubními letadly, která vyráběla od roku 1917. Tato letadla byla v sérii Fairey III a stala se hlavní oporou Fleet Air Arm v prvních letech její existence. Se svojí firmou se Fairey zabýval také konstrukcí leteckých motorů a vrtulí.
Sir Richard Fairey otevřel pobočku v Belgii v roce 1931. Za druhé světové války používaly jeho konstrukce RAF i Royal Navy, konkrétně typy Battle, Fulmar, Barracuda a Firefly. On sám byl za druhé světové války od roku 1942 do roku 1945 generálním ředitelem britské letecké komise ve Washingtonu. Před koncem druhé světové války se jeho firma zabývala vývojem střel a výrobou vrtulníku.